# 6. Klavierkonzert (Mozart)
Das 6. Klavierkonzert in B-Dur, KV 238, ist ein Klavierkonzert Wolfgang Amadeus Mozarts. Nach anderer Zählung ist es sein zweites Klavierkonzert.

## Entstehung
Das Werk gehört, wie das 7. und 8. Klavierkonzert, zur Gruppe der ersten Salzburger Konzerte, die in der ersten Hälfte des Jahres 1776 entstanden. Etwa zwei Jahre nach der Vollendung des 5. Klavierkonzertes, schrieb Mozart das Werk im Januar 1776 in wenigen Tagen nieder. Es war wahrscheinlich für die Aufführung im kleineren Kreis bestimmt. Dieses Konzert ist deutlich von den Erfahrungen Mozarts geprägt, die er in den Violinkonzerten sammeln konnte, die kurz zuvor entstanden. Das Konzert zeigt bereits große individuelle Züge des Kompositionsstils.

## Zur Musik

### 1. Satz: Allegro aperto
Über dem Satz liegt, trotz der Allegro-Bezeichnung, eine gedämpfte und hin und wieder wehmütige Stimmung. Es ist dies ein frühes Aufleuchten des später in einigen Werken zu Tage tretenden sogenannten „Lächelns unter Tränen“. Dies bezeichnet die vordergründig fröhliche und ausgelassene Musik Mozarts, die in einer Tiefendimension jedoch noch andere Empfindungen enthält.
Das kurze Eingangsritornell enthält beide Themen, die kurz darauf vom Klavier aufgenommen werden. Soloinstrument und Orchester teilen sich auf reizvolle Art und Weise oftmals den Gedankenfluss. Die Durchführung ist eine fast reine Phantasie-Durchführung, da kaum Material aus den Themen verarbeitet wird. Dies ist für die frühen Mozart-Konzerte kennzeichnend. Nach einer kurzen Solokadenz verklingt der Satz wie beiläufig in piano.

### 2. Satz: Andante un poco Adagio
Im zweiten Satz sind die üblichen Oboen durch Flöten ersetzt. Diese verleihen dem Satz seine besondere Klangfarbe, welcher auf den Mittelsatz des Klavierkonzertes KV 467 hindeutet. Der fast schwebende Charakter der Musik wird auch durch die durchgängig leise pochenden Begleitakkorde der Streicher im 9/8 Metrum, oftmals in Pizzicato, erreicht. Das Thema ist kantabel und erinnert an die Arie „Si mostra la sorte“ KV 209. Eine Durchführung fehlt dem Satz, an ihre Stelle tritt eine auskomponierte Überleitung, wie dies in vielen späten Andante-Sätzen Mozarts auch vorkommen wird. Der gleichmäßig voranschreitende Satz endet nach einem kurzen Klaviersolo mit der verklingenden Begleitung durch Streicher und Flöten.

### 3. Satz: Rondeau, allegro
Im 6. Klavierkonzert liegt ein Rondo vor, wie es für die Mozartschen Klavierkonzerte üblich ist.
Dieses Finalrondo beginnt mit einem einfachen Thema im Soloklavier, welches sofort vom Tutti aufgenommen wird. Ein zweiter Gedanke wird von Hornfanfaren begleitet, einige der wenigen Takte, in denen die Bläser obligate Funktion haben. Dies sollte sich erst ab dem 15. Klavierkonzert KV 450 nachhaltig ändern. Eine Mollverarbeitung des Rondothemas bringt Vitalität und Abwechslung in den Satz. Eine kleine Solokadenz führt zum letzten Auftreten des Rondothemas und dem Verklingen des Satzes in piano.

## Stellenwert
Das Konzert KV 238 gehört zu den ruhigen Vertretern der Frühwerke. Es verzichtet auf äußeren Glanz, was sich auch an der im Vergleich zum Klavierkonzert KV 175 verkleinerten Besetzung erkennen lässt. Es offenbart sich das Prinzip der orchestralen Kammermusik, welches für einige spätere Konzerte als kennzeichnend gilt. Auch schließen alle drei Sätze in piano, was den Verzicht auf effektvolle Schlusstakte bedeutet und inwendiger wirkt. Dies ist ein einmaliger Vorgang in Mozarts Klavierkonzerten. Der gefühlvolle Mittelsatz weist melodisch und klanglich deutlich auf das reifere und ausgefeiltere Pendant im 21. Klavierkonzert KV 467 hin.